# سوليداد دي ميناس
سوليداد دي ميناس بلدية في ولاية ميناس جيرايس في المنطقة الجنوبية الشرقية من البرازيل.